# Alcáçova de Mérida
A Alcáçova de Mérida localiza-se na cidade e município de Mérida, na província de Badajoz, comunidade autónoma da Estremadura, na Espanha.
A cidade, actual capital da Comunidad Autónoma, encontra-se geograficamente quase ao centro da região, sendo atravessada pelo rio Guadiana e o río Albarregas, a 217 metros acima do nível do mar.
A alcáçova ergue-se junto à ponte romana sobre o Guadiana, e constitui-se, na actualidade, em um dos melhores exemplos de construção defensiva do período muçulmano na Península Ibérica.

## História
A fortificação foi erguida por Abderramão II em 835 como um bastião para o controle da cidade, que desde 805 vinha se rebelando continuamente contra o domínio emiral. É considerada como a primeira alcáçova islâmica na Península.
A cidade foi declarada Património da Humanidade pela UNESCO em 1993, devido ao seu importante conjunto arqueológico e monumental.

## Características
Constitui-se em uma estrutura complexa que conta com um grande recinto quadrangular com 130 metros de largura, capaz de aquartelar um considerável efectivo de tropas. Em seu interior encontram-se ainda uma cisterna, alimentada a partir das águas do Guadiana, e acedida por um duplo corredor, a partir do pavimento inferior de uma das torres.
Após a Reconquista, já na posse dos cristãos, em uma de suas extremidades foi erguido um convento da Ordem de Santiago, cujas dependências, actualmente, sediam a presidência da Junta da Estremadura. Junto à antiga ponte romana foi adossado um outro recinto, mais pequeno, o chamado "Alcazarejo", que controlava a travessia do rio para a cidade.